# Grammy Award du meilleur enregistrement dance
Le Grammy Award du meilleur enregistrement dance/electronic est un prix remis aux Grammy Awards, une cérémonie établie en 1958 initialement appelée Gramphone Awards, pour souligner le travail de qualité et la performance vocale de certains artistes chantant des titres dance. Plusieurs des récompenses de cette cérémonie sont présentées annuellement à la télévision et remis par la National Academy of Recording Arts and Sciences des États-Unis dans le but d’ « honorer les accomplissements artistiques, les compétences techniques et l’excellence globale des gens de l’industrie musicale sans se fier au succès commercial des sujets ».
Le prix du Meilleur Enregistrement Dance est créé en 1998 et remis pour la première fois à Donna Summer et Giorgio Moroder pour leur chanson Carry On. En 2003, l’académie modifie le répertoire de la récompense de « Pop » à « Dance » pour ainsi concorder avec la catégorie Meilleur Album Dance/Électronique. Selon l’académie, le prix est destiné à un artiste solo, un groupe ou une collaboration (instrumentale ou vocale) d’interprètes uniquement pour récompenser une chanson ou un single. Dans de nombreux cas, les producteurs, ingénieurs sonores et/ou mixeurs associés au sujet sont également les destinataires du prix ou de la nomination.
Justin Timberlake, Skrillex et The Chemical Brothers sont les seuls artistes à avoir remporté plus d’un prix dans cette catégorie, en totalisant chacun deux récompenses. Les artistes américains ont gagné cet honneur plus que ceux de toutes autres nations, bien que des chanteurs australiens, bahamiens, barbadiens, français et italiens aient déjà remporté le prix. Madonna et The Chemical Brothers sont les artistes ayant reçus le plus de nominations, grâce à leurs cinq mentions, tandis que Gloria Estefan bénéficie du record de l’artiste ayant le plus de nominations sans aucune victoire, grâce à ses trois défaites consécutives.

## Histoire
Ellyn Harris, une des nombreuses personnes à suggérer l’officialisation du genre dance, et son comité pour l’avancement de la musique dance insistent pendant plus deux ans auprès de l’Académie des arts et des sciences de la musique pour qu’ils encouragent la popularisation de la dance. Certains membres de l’académie débattent alors sur ce qu’est la musique dance, concluant finalement qu’il s’agit d’un genre musical utilisant beaucoup le mixage, étant une des variétés de la musique électronique et qui parfois n’a pas de mélodie ou de couplet. Toutefois, d’autres membres attestent que ce genre n’en est pas un, et que la si la récompense était acceptée, elle ferait face à une exclusion tout comme la catégorie du Meilleur enregistrement disco, qui seulement après un an est retirée des récompenses livrées par l’académie.
En 1998, les efforts d’Harris paient et l’académie remet pour la première fois le prix du Meilleur enregistrement dance à Donna Summer et à Giorgio Moroder lors des 40e Grammy Awards pour leur chanson Carry On. Tandis que l’académie déclare qu’elle « considère la musique dance comme quelque chose créée par les artistes pop lors de leurs moments les plus frivoles », Ivan Bernstein, le producteur exécutif de la filière floridienne de l’organisation, affirme qu’un prix pour souligner l’excellence dans la musique dance n’existerait pas « si ce genre touchait véritablement l’excellence ».
En 2022, la catégorie est renommée en "meilleur enregistrement danse/électronique".

## Lauréats
| Année | Lauréat(s)                                                | Nationalité            | Chanson                          | Nommés                                                                   | Ref.   |
| ----- | --------------------------------------------------------- | ---------------------- | -------------------------------- | ------------------------------------------------------------------------ | ------ |
| 1998  | Donna Summer et Giorgio Moroder                           | États-Unis Italie      | Carry On                         | - Quad City DJ's – Space Jam'                                            | [ 5 ]  |
| 1999  | Madonna                                                   | États-Unis             | Ray of Light                     | - Cyndi Lauper – Disco Inferno                                           | [ 6 ]  |
| 2000  | Cher                                                      | États-Unis             | Believe                          | - Donna Summer – I Will Go with You                                      | [ 7 ]  |
| 2001  | Baha Men                                                  | Bahamas                | Who Let the Dogs Out?            | - Moby – Natural Blues                                                   | [ 8 ]  |
| 2002  | Janet Jackson                                             | États-Unis             | All for You                      | - Lionel Richie – Angel                                                  | [ 9 ]  |
| 2003  | Dirty Vegas                                               | Royaume-Uni            | Days Go By                       | - No Doubt – Hella Good                                                  | [ 10 ] |
| 2004  | Kylie Minogue                                             | Australie              | Come into My World               | - Télépopmusik – Breathe                                                 | [ 11 ] |
| 2005  | Britney Spears                                            | États-Unis             | Toxic                            | - The Chemical Brothers – Get Yourself High                              | [ 12 ] |
| 2006  | The Chemical Brothers et Q-Tip                            | Royaume-Uni États-Unis | Galvanize                        | - New Order – Guilt Is a Useless Emotion                                 | [ 13 ] |
| 2007  | Justin Timberlake featuring Timbaland                     | États-Unis             | SexyBack                         | - Pet Shop Boys – I'm with Stupid                                        | [ 14 ] |
| 2008  | Justin Timberlake                                         | États-Unis             | LoveStoned/I Think She Knows     | - The Chemical Brothers – Do It Again                                    | [ 15 ] |
| 2009  | Daft Punk                                                 | France                 | Harder, Better, Faster, Stronger | - Sam Sparro – Black and Gold                                            | [ 16 ] |
| 2010  | Lady Gaga                                                 | États-Unis             | Poker Face                       | - Black Eyed Peas – Boom Boom Pow                                        | [ 17 ] |
| 2011  | Rihanna                                                   | Barbade                | Only Girl (In the World)         | - Robyn – Dancing on My Own                                              | [ 18 ] |
| 2012  | Skrillex                                                  | États-Unis             | Scary Monsters and Nice Sprites  | - Swedish House Mafia – Save the World                                   | [ 19 ] |
| 2013  | Skrillex & Sirah                                          | États-Unis             | Bangarang                        | - Al Walser – I Can't Live Without You                                   | [ 20 ] |
| 2014  | Zedd featuring Foxes                                      | Allemagne Royaume-Uni  | Clarity                          | - Armin van Buuren featuring Trevor Guthrie – This Is What It Feels Like | [ 21 ] |
| 2015  | Clean Bandit featuring Jess Glynne                        | Royaume-Uni            | Rather Be                        | - ZHU– Faded                                                             | [ 22 ] |
| 2016  | Skrillex and Diplo present Jack Ü featuring Justin Bieber | États-Unis             | Where Are Ü Now                  | - Galantis– Runaway (U & I)                                              | [ 23 ] |
| 2017  | The Chainsmokers featuring Daya                           | États-Unis             | Don't Let Me Down                | - Sofi Tukker – Drinkee                                                  |        |
| 2018  | LCD Soundsystem                                           | États-Unis             | Tonite                           | - Odesza featuring WYNNE et Mansionair – Line of Sight                   |        |
| 2019  | Silk City et Dua Lipa featuring Diplo et Mark Ronson      | Royaume-Uni            | Electricity                      | - Porter Robinson – Ghost Voices                                         |        |
| 2020  | The Chemical Brothers                                     | Royaume-Uni            | Got to Keep On                   | - Skrillex et Boys Noize featuring Ty Dolla Sign – Midnight Hour         |        |
| 2021  | Kaytranada featuring Kali Uchis                           | Canada Haïti           | 10%                              | - Jayda G – Both of Us                                                   |        |
| 2022  | Rüfüs Du Sol                                              | Australie              | Alive                            | - Caribou – You Can Do It - Tiësto – The Business                        |        |
| 2023  | Beyoncé                                                   | États-Unis             | Break My Soul                    | - Rüfüs Du Sol – On My Knees                                             |        |
| 2024  | Skrillex, Fred Again et Flowdan                           | États-Unis Royaume-Uni | Rumble                           | - Romy et Fred Again – Strong                                            |        |
| 2025  | Justice feat. Tame Impala                                 | France Australie       | Neverender                       | - Kaytranada featuring Childish Gambino – Witchy                         |        |